# Eudemón de Alejandría
Eudemón de Alejandría (en griego antiguo: Εὐδαίμων Ἀλεξανδρεὺς, siglo II) fue un atleta olímpico de la Antigüedad nacido en Alejandría.
Resultó ganador de la carrera a pie del estadio (la longitud de un estadio eran aproximadamente 192 m) durante los 237.º Juegos Olímpicos, en el 169.
Eusebio de Cesarea lo menciona en su libro Crónica como campeón olímpico.